# The Soundcarriers
The Soundcarriers is een Engelse psychedelische pop-band.
De band werd rond 2007 opgericht in Nottingham door Adam Cann, Paul Isherwood en Dorian Conway. Als jeugdvrienden speelden ze al samen zonder vaste instrumenten te bespelen. Later voegde zangeres Leonore Wheatley zich bij hen. 
De eerste single kwam uit in 2007 en het debuutalbum "Harmonium" werd in 2009 uitgebracht. 

## Muziekstijl
De muziek van The Soundcarriers wordt vaak vergeleken met die van bands als Electrelane,  Broadcast en Stereolab. Kenmerkend zijn de harmonieuze vocalen van zangeres Wheatley en het cinematografische karakter van de muziek. De meest genoemde genres zijn krautrock, Engelse folk, library music, tropicália, jazz, lounge en psychedelische pop. 
Na het album "Entropicalia" uit 2014, dat voor het eerst meer door gitaren overheerst werd, werd het langere tijd stil rond de band. In 2018 kwam de band weer bij elkaar om het thema van de Amerikaanse televisieserie Lodge 49 te componeren. Hierdoor geïnspireerd begon de groep weer muziek op te nemen en voortaan in eigen beheer uit te brengen. Op de albums "Wilds" (2022) en "Through Other Reflections" (2024) wordt een wat hardere variant van hun normaal gesproken poppy psychedelica gespeeld.  

## Bandleden[1]
- Dorian Conway - gitaar
- Paul Isherwood (a.k.a. Pish) - basgitaar
- Adam Cann - drums
- Leonore Wheatley - zang

## Discografie

### Albums
- 2009: Harmonium
- 2010: Celeste
- 2013: The Other World Of The Soundcarriers
- 2014: Entropicalia
- 2022: Wilds
- 2024: Through Other Reflections

### Singles
- 2007: "I Had A Girl"
- 2009: "Caught By The Sun"
- 2010: "Last Broadcast"
- 2012: "Boiling Point"
- 2018: " Waves", splitsingle met Gloria